# Ommatius pinguis
Ommatius pinguis là một loài ruồi trong họ Asilidae. Ommatius pinguis được Wulp miêu tả năm 1872. Loài này phân bố ở miền Ấn Độ - Mã Lai.